# Splatterfilm
De splatterfilm (of gorefilm) is een subgenre van de horrorfilm, waarin de nadruk ligt op grafisch geweld en bloedvergieten. Daar waar in andere horrorfilms de nadruk meestal ligt op het oproepen van angst middels enge situaties of het onbekende, maken splatterfilms gebruik van fysieke verminking en vernietiging van het menselijk lichaam om deze angst op te roepen.  Splatterfilms gebruiken dan ook special effects om het geweld zo realistisch en groot mogelijk in beeld te brengen. De beelden in deze films worden over het algemeen als schokkend ervaren.
De term werd bedacht door George A. Romero om zijn film Dawn of the Dead te omschrijven, hoewel die film door critici vaak niet als een stereotiepe splatterfilm wordt gezien.
De term splatterfilm wordt vaak verward met slasher-film. Hoewel de genres elkaar op bepaalde punten overlappen, worden ze toch niet gezien als een en hetzelfde genre daar in slasher-films de nadruk meer op het creëren van angst dan het in beeld brengen van het geweld ligt.